# Viso del Marqués
Viso del Marqués és un municipi als contraforts de la Sierra Morena i al sud de la província de Ciudad Real (comunitat autònoma de Castella-la Manxa). Té una població de 3.026 habitants (padró del 2006). Aquest poble hi ha la seu de l'Arxiu General de la Marina, Álvaro de Bazán, que és al Palau del Marquès de Santa Cruz, un palau renaixentista.